# Houtaud
Houtaud ist eine französische Gemeinde mit 1.197 Einwohnern (Stand: 1. Januar 2022) im Département Doubs in der Region Bourgogne-Franche-Comté.

## Geographie
Houtaud liegt auf 811 m über dem Meeresspiegel, etwa vier Kilometer westnordwestlich der Stadt Pontarlier (Luftlinie). Das ehemalige Straßenzeilendorf erstreckt sich im Jura, im östlichen Teil des weiten Hochplateaus von Arlier (Pontarlier-Frasne), am Drugeon, südlich der Anhöhe der Côte du Fol. 
Die Fläche des 7,89 km² großen Gemeindegebiets umfasst einen Abschnitt des französischen Juras. Der südliche Teil des Gebietes wird vom Hochplateau von Arlier eingenommen, das durchschnittlich auf 810 m liegt und überwiegend von Wiesland, teils auch von Moorflächen bedeckt ist. Durch diese Moorflächen, in denen bis zum Zweiten Weltkrieg Torf gestochen wurde, mäandrierte früher der Drugeon. Er ist heute kanalisiert und entwässert das Gebiet nach Nordosten zum Doubs. Im Osten reicht der Gemeindeboden bis an den Stadtrand von Pontarlier. Mit einem schmalen Streifen erstreckt sich das Gemeindeareal nach Norden auf die Höhe der Côte du Fol. Hier wird mit 901 m die höchste Erhebung von Houtaud erreicht.
Nachbargemeinden von Houtaud sind Val-d’Usiers im Norden, Dommartin und Pontarlier im Osten, Granges-Narboz im Süden sowie Chaffois im Westen.

## Geschichte
Erstmals urkundlich erwähnt wird Houtaud im 12. Jahrhundert. Im Mittelalter gehörte das Dorf zur Herrschaft Dommartin. Zusammen mit der Franche-Comté gelangte Houtaud mit dem Frieden von Nimwegen 1678 an Frankreich.

## Sehenswürdigkeiten

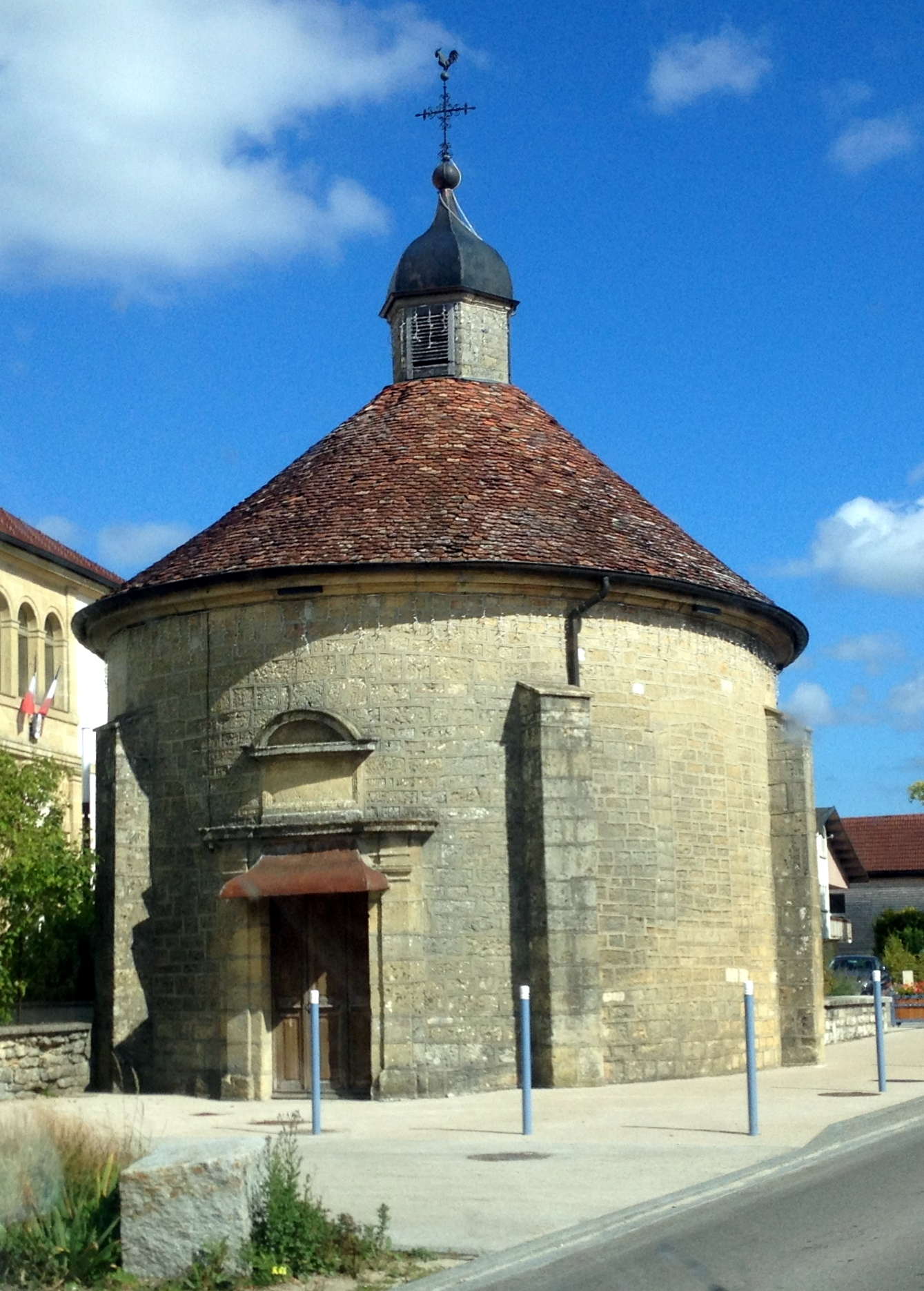
Kirche Saint-Antoine

Die Dorfkirche Saint-Antoine wurde 1703 erbaut und zeichnet sich durch ihren kreisförmigen Grundriss und einen kleinen zentralen Glockenturm aus. Am Rand der Höhe der Côte du Fol steht die Kapelle von Houtaud.

## Bevölkerung
| Jahr                       | 1962 | 1968 | 1975 | 1982 | 1990 | 1999 | 2006 | 2016 |
| Einwohner                  | 199  | 206  | 418  | 427  | 603  | 804  | 902  | 1074 |
| Quellen: Cassini und INSEE |      |      |      |      |      |      |      |      |

Mit 1197 Einwohnern (1. Januar 2022) gehört Houtaud zu den kleinen Gemeinden des Départements Doubs. Nachdem die Einwohnerzahl in der ersten Hälfte des 20. Jahrhunderts stets im Bereich von rund 170 Personen gelegen hatte, wurde seit Beginn der 1960er Jahre ein markantes Bevölkerungswachstum verzeichnet. Seither hat sich die Einwohnerzahl mehr als vervierfacht.

## Wirtschaft und Infrastruktur
Houtaud war bis weit ins 20. Jahrhundert hinein ein vorwiegend durch die Landwirtschaft, insbesondere Milchwirtschaft und Viehzucht geprägtes Dorf. Mittlerweile hat sich das Dorf zu einer Wohngemeinde und zum Vorort von Pontarlier gewandelt. Seit den 1970er Jahren entwickelte sich an der Straße nach Pontarlier eine größere Gewerbe- und Industriezone. Heute besitzt Houtaud rund 50 Betriebe, darunter Handelsfirmen, Unternehmen der Telekommunikation, der Elektromechanik, zahlreiche Geschäfte des Einzelhandels wie auch große Einkaufsgeschäfte. Viele Erwerbstätige sind auch Wegpendler, die hauptsächlich in Pontarlier ihrer Arbeit nachgehen. Houtaud verfügt über ein Reitsportzentrum.
Die Ortschaft ist verkehrstechnisch gut erschlossen. Sie liegt an der Hauptstraße D72, die von Pontarlier nach Salins-les-Bains führt. Weitere Straßenverbindungen bestehen mit Dommartin und Sombacour.